# Audrey Tautou
Audrey Justine Tautou (Beaumont (Puy-de-Dôme), 9 augustus 1976 is een Franse actrice die internationaal doorbrak met haar hoofdrol in de filmhuis-hit Le fabuleux destin d'Amélie Poulain (2001). Daarvoor werd ze genomineerd voor een César en een BAFTA Award. Tautou speelt voornamelijk in Franse films, maar verscheen ook in onder meer het Britse Dirty Pretty Things (2002) en de Amerikaanse boekverfilming The Da Vinci Code (2006). In beide spreekt ze Engels.

## Levensloop
Tautou ontdekte al vroeg in haar leven dat het spelen van komedie haar lag en volgde een opleiding aan Cours Florent. In 1998 ontving ze de prijs voor beste jonge actrice op de Jeune Comedien de Cinema Festival in Béziers.
Mede dankzij haar opvallende verschijning en meisjesachtige uiterlijk viel zij op bij de regisseuse Tonie Marshall, die haar een rol in haar film Vénus Beauté (institut) (1999) gaf. Voor deze film ontving ze de César (de Franse nationale filmprijs) voor meest veelbelovende debuterende actrice.
Audrey Tautou was eveneens de opvolgster van Nicole Kidman als het gezicht van het parfum Chanel No. 5, totdat ze in 2012 op haar beurt zelf werd opgevolgd door de Amerikaanse acteur Brad Pitt.

## Filmografie
| Titel                                | Jaar | Rol                                                                       |
| ------------------------------------ | ---- | ------------------------------------------------------------------------- |
| L'Odyssée                            | 2016 | Simone Cousteau                                                           |
| Casse-tête chinois                   | 2013 | Martine                                                                   |
| Ecume des jours                      | 2013 |                                                                           |
| Thérèse Desqueyroux                  | 2012 |                                                                           |
| Des vents contraires                 | 2011 | Sarah Anderen                                                             |
| De vrais mensonges                   | 2011 |                                                                           |
| La délicatesse                       | 2011 | Nathalie                                                                  |
| Full Treatment                       | 2010 |                                                                           |
| Coco avant Chanel                    | 2008 | Gabrielle 'Coco' Chanel                                                   |
| Ensemble, c'est tout                 | 2007 | Camille (verscheen buiten Frankrijk als Hunting and Gathering)            |
| Hors de prix                         | 2006 | Irène (verscheen buiten Frankrijk als Priceless )                         |
| The Da Vinci Code                    | 2006 | Sophie Neveu                                                              |
| Les poupées russes                   | 2005 | Martine                                                                   |
| Un long dimanche de fiançailles      | 2004 | Mathilde (verscheen buiten Frankrijk als A Very Long Engagement)          |
| Nowhere to Go But Up                 | 2003 | Val Chipzik                                                               |
| Pas sur la bouche                    | 2003 | Huguette Verberie                                                         |
| Les marins perdus                    | 2003 | Lalla                                                                     |
| Dirty Pretty Things                  | 2002 | Senay                                                                     |
| L'Auberge espagnole                  | 2002 | Martine                                                                   |
| À la folie... pas du tout            | 2002 | Angélique (verscheen buiten Frankrijk als He Loves Me... He Loves Me Not) |
| Dieu est grand, je suis toute petite | 2001 | Michèle                                                                   |
| Le fabuleux destin d'Amélie Poulain  | 2001 | Amélie Poulain                                                            |
| Le battement d'ailes du papillon     | 2000 | Irène                                                                     |
| Le libertin                          | 2000 | Julie d'Holbach                                                           |
| Voyous voyelles                      | 2000 | Anne-Sophie                                                               |
| Épouse-moi                           | 2000 | Marie-Ange                                                                |
| Triste à mourir                      | 1999 | Caro                                                                      |
| Vénus Beauté (institut)              | 1999 | Marie                                                                     |